# Фрашери, Шахин
Шахин Фрашери (алб. Shahin Frashëri) — албанский бейтеджи XIX века. Его поэма «Мухтарнаме» (алб. Myhtarnameja) является длиннейшим и одним из ранних эпосов в албанской литературе.

## Биография
Шахин (Шахинин) Касо Фрашери родился во Фрашере (нынешний албанский округ Пермети), в то время входившем в состав османского вилайета Янина. Он приходился младшим братом поэту Далипу Фрашери и дядей поэтам и деятелям Албанского национального возрождения — Наиму, Сами и Абдюлю Фрашери.
О биографии Шахина Фрашери известно мало. Его эпическая поэма «Мухтарнаме» (алб. Myhtarnameja), название которой можно перевести как «Книга Мухтара», является важной вехой в истории албанской литературы. Она насчитывает около 12 000 стихов. В этом произведении описываются события, произошедшие после битвы при Кербеле в 680 году, в которой погиб имам Хусейн ибн Али. Фрашери описывает восстание Аль-Мухтара ас-Сакафи, поднятое в 66 году по хиджре (685—686), и движение Алидов в отместку за смерть Хусейна ибн Али.
Он закончил свою поэму в 1868 году, оригинал которой был написан на персидском языке. «Мухтарнаме» — одно из последних крупных произведений бекташей-шиитов, написанных на албанском языке с использованием арабской вязи. К тому времени начался процесс известный как Албанское национальное возрождение, и албанские бекташи стали использовать новые варианты албанского письма.
По мнению иорданского профессора Мухаммеда Муфаку аль-Арнаута, глубоко изучившего раннюю албанскую поэзию, основанную на арабской письменности, «Мухтарнаме» наряду с «Садом мучеников» (алб. Kopshti i te mirevet) его брата Далипа Фрашери образовали собственный поджанр в албанской поэзии. Эти произведения послужили базовой моделью для более поздней работы албанского поэта-националиста Наима Фрашери — «Кербелы» (алб. Qerbelaja), а также для его эпической поэмы «История Скандербега» (алб. Istori' e Skenderbeut), опубликованной в Бухаресте в 1898 году.
До сегодняшнего дня опубликованы лишь очень короткие отрывки из «Мухтарнаме».